# Regensburger Vertrag (1541)
Als Regensburger Vertrag bezeichnet man einen am 13. Juni 1541 in Regensburg zwischen Kaiser Karl V. und dem hessischen Landgraf Philipp I. unterzeichneten Geheimvertrag.

## Vorgeschichte
Der verheiratete Philipp von Hessen lernte 1539 Margarethe von der Saale – ein Hoffräulein seiner Schwester – kennen und verliebte sich in sie. Ihre Mutter wollte einer Liebesbeziehung aber nur auf Grundlage einer Ehe zustimmen. Der Landgraf erhoffte sich eine Lösung der Situation durch eine Doppelehe. Die von ihm in dieser Sache befragten evangelischen Reformatoren Luther, Melanchthon und Bucer unterstützen nach einigem Zögern diese Lösung, trotz zum Teil erheblicher Bedenken.
In den Augen der Zeitgenossen war eine Doppelehe aber ein schweres Verbrechen und führte zu einer schweren Krise der Reformation. Laut der 1532 von Kaiser Karl V. erlassenen Peinlichen Gerichtsordnung §121 konnte dies mit dem Tode bestraft werden. Philipp hatte daher seinen politischen Handlungsspielraum verloren und war weitestgehend auf die Gnade des Kaisers angewiesen.

## Verhandlungen
Philipp versuchte mit Karl V. zu einer vertraglichen Übereinkunft zu gelangen und bot sich an, die gegen den Kaiser gerichteten Bündnisverhandlungen seines sächsischen Schwagers mit Frankreich (Juli 1540) zu hintertreiben. Weiterhin bot er seine Unterstützung gegen Frankreich, die Osmanen und England an. 
Am 28. Oktober ging der Kaiser auf seine Angebote ein. Am Rande des Wormser Religionsgesprächs 1540 kam es zu ersten konkreten Verhandlungen von kaiserlichen Gesandten mit dem hessischen Kanzler. Auf eine endgültige Fassung konnten sich die Parteien aber erst auf dem Regensburger Reichstag 1541 einigen. Die Unterzeichnung fand am 13. Juni 1541 in Regensburg statt.

## Bestimmungen
Im Vertrag verpflichtete sich Philipp, kein Bündnis mit dem französischen König Franz I. oder anderen ausländischen Mächten einzugehen. Außerdem sollte er die Aufnahme des Herzogs von Kleve in den Schmalkaldischen Bund verhindern, ein Eingreifen des Bundes in den Krieg um das Herzogtum Geldern unterbinden und im Falle eines Krieges mit Frankreich den Kaiser militärisch unterstützen.
Dafür versicherte der Kaiser „ihme alles und jedes, was sey, so er wider uns, unseren Bruder oder wider kaiserlich Gesetz und Recht und des Reichs Ordnung gehandelt […], genzlich nachgelassen und verzigen“. Eine wichtige Ausnahme machte Karl jedoch: „es wäre denn, daß von wegen der Religion wider alle Protestantes in gemein Krieg bewegt wurde“.